# 斑蚜科
斑蚜科（Drepanosiphidae）是蚜總科下的一個科， 曾經被稱作斑蚜亞科（Drepanosiphinae），分在蚜科下。 2009年被認定為一個新科。